# Craig Hentrich
Craig Hentrich (/ˈhɛntrɪk/; nascido em 18 de maio de 1971) é um ex-jogador de futebol americano que atuava como punter na National Football League (NFL) por dezessete temporadas. Ele jogou futebol americano universitário pela Universidade de Notre Dame. Ele foi draftado pelo New York Jets em 1993 e depois jogou pelo Green Bay Packers e pelo Tennessee Titans. Com os Packers, ele venceu o Super Bowl XXXI contra o New England Patriots.